# Keijo Lehtonen
Esko Veli Kiviaho (Rauma, 17. studenoga 1930.) je bivši finski hokejaš na travi, hokejaš na ledu i bejzbolaš.
Na hokejaškom turniru na Olimpijskim igrama 1952. u Helsinkiju bio je pričuvom finskog sastava, koji je ispao u četvrtzavršnici.
Igrao je hokej na travi za klub Rauman Lukko.
U klupskom hokeju na ledu je odigrao je 11 utakmica od 1951. do 1953. godine.
U bejzbolu je u finskom prvenstvu igrao za klubove Rauman Urheilijat i Feru.
Igrao je i nogomet i bendi. U kuglanju je došao do razreda M.